# Svet šure mudžahedinov
Svet šure mudžahedinov je naziv krovne organizacije, ki združuje in vodi najmanj šest terorističnih skupin v Iraku, ki delujejo pod okriljem Al Kaide. 
Prvi poveljnik sveta je bil šejk Abu Musab al-Zarkavi, po njegovi smrti pa je poveljstvo prevzel Abu Hamza al-Muhajer.

## Zgodovina
Ustanovitev je bila oznanjena 15. januarja 2006 z namenom združiti sunitske iraške odpornike proti ZDA, Koaliciji voljnih in Vladi Iraka.
Prvo vidnejše delovanje sveta je bilo ugrabitev dveh vojakov Kopenske vojske ZDA 16. junija 2006 ter posledična njuna usmrtitev 19. junija 2006.
Mednarodno pozornost je vzbudila 21. junija 2006, ko je ubila štiri ruske diplomate, ki jih je ugrabila 4. junija. Ruska federacija je zaradi tega 27. junija sklicala sejo Varnostnega sveta OZN.
A že istega leta se je svet razpustil in njegovo vlogo je prevzela Islamska država Irak.

## Organizacija
- koordinacijski/posvetovalni svet
- Al Kaida v Iraku
- Vojska zmagovite sekte
- Brigade monoteističnih podpornikov
- Skupina Saray Al Jihad
- Brigade Al Ghuraba
- Brigade Al Ahwal